# سيما مصطفى
سيما مصطفى (بالإنجليزية: Seema Mustafa)‏ هي صحفية هندية، ولدت في 20 أبريل 1955.